# Chiesa della Madonna del Sodo
La chiesa della Madonna del Sodo è un edificio religioso situato a Trequanda, in provincia di Siena.

## Descrizione
Si tratta di un oratorio dedicato alla santa Maria della Neve, posto appena al di fuori delle mura di Trequanda. La chiesa del Sodo deve il suo nome alla povertà delle rendite che aveva in passato: esse costituivano un "sodo", cioè un appezzamento di terra ritenuto di poco valore perché poco produttivo.
Risalente probabilmente al XV secolo, presenta una forma a croce di Malta e il suo aspetto attuale è il risultato di vari interventi sparsi in epoche diverse; la parte più antica è quella relativa al presbiterio, il quale custodisce l'affresco  della Madonna col Bambino, dipinto durante il Quattrocento. Nella parte superiore si legge, traducendo dal latino, "Regina dei cieli, Salve, Signora degli Angeli". Un recente restauro ha portato alla luce l'estensione dell'affresco quattrocentesco, rendendo riconoscibili la capanna che incornicia il trono e quattro figure, tra cui San Pietro e Sant'Andrea che assistono alla scena.